# Concert per a violí núm. 2 (Martinů)
El Concert per a violí núm. 2, H. 293, va ser compost per Bohuslav Martinů el 1943. Es va estrenar el 31 de desembre de 1943 a Boston per la Simfònica de Boston dirigida per Serge Koussevitzky amb Mischa Elman al violí.
Elman va sol·licitar el concert després de l'estrena de la dramàtica Simfonia núm. 1 per la mateixa orquestra, impressionat per l'obra. Es va considerar com l'únic concert per a violí de Martinů fins que, el 1968, es va descobrir un concert anterior que es pensava perdut, nou anys després de la mort del compositor.
El concert consta de tres moviments: un Allegro seriós precedit per una introducció solista, un moviment central suau i líric, i un final animat. El primer moviment és gairebé tan llarg com els altres dos junts.
1. Andante — Poco allegro
2. Andante moderato
3. Poco allegro